# Napoca insignis
Espèce
Synonymes
- Salticus insignis O. Pickard-Cambridge, 1872

Napoca insignis est une espèce d'araignées aranéomorphes de la famille des Salticidae.

## Distribution
Cette espèce est endémique de Palestine,. Elle se rencontre vers Hébron.

## Description
Le mâle décrit par Prószyński en 2003 mesure 3,34 mm.

## Publication originale
- O. Pickard-Cambridge, 1872 : General list of the spiders of Palestine and Syria, with descriptions of numerous new species, and characters of two new genera. Proceedings of the Zoological Society of London, vol. 1872, p. 212-354 (texte intégral).